# Yoduro de zinc
El yoduro de cinc es un compuesto químico de zinc y yodo, ZnI2. La forma anhidra es blanca y absorbe fácilmente agua de la atmósfera. Se puede preparar por la reacción directa de zinc y yodo en un reflujo de éter. o por la reacción de zinc con yodo en solución acuosa:
Zn + I2→ ZnI2 A 1150 °C, el vapor de yoduro de zinc se disocia en zinc y yodo. En la siguiente solución acuosa se ha detectado, de forma octaédrica Zn(H2O)62+, [ZnI(H2O)5]+ y tetraédrica ZnI2(H2O)2, ZnI3(H2O)− y ZnI42−.
La estructura cristalina ZnI2 es inusual, y mientras los átomos de zinc esta tetraédricamente coordinados, como en ZnCl2, grupos de cuatro de ellos comparten tetraedros de tres vértices para formar "super-tetraedros" de la composición {Zn4I10}, que están unidos por sus vértices para formar una estructura tridimensional. Estos "super-tetraedros" son similares a la estructura P4O10.
La molécula ZnI2 es lineal como se predijo por la teoría de RPECV con una longitud de enlace Zn-I de 238 p. m..

## Aplicaciones
- El yoduro de cinc se utiliza a menudo como un rayo x opaco penetrante en la radiografía industrial para mejorar el contraste entre el daño y el compuesto intacto.[6][7]
- La patente 4109065 de Estados Unidos describe una celda electroquímica recargable de zinc halógeno y acuoso que incluye una solución electrolítica acuosa que contiene una sal de cinc seleccionada, que consiste en bromuro de cinc, yoduro de zinc, y la mezcla de los mismos, tanto en compartimentos de electrodos positivos y negativos.
- En conjunción con el tetróxido de osmio el ZnI2 se utiliza como una mancha en los electrones microscópicos.[8]